# كونستانتين
كونستانتين (بالبلغارية: Константин Гей)‏ هو مغني بلغاري، ولد في 17 يوليو 1976 في صوفيا في بلغاريا.